# Password Authentication Protocol
Password Authentication Protocol o PAP es un protocolo simple de autenticación para autenticar un usuario contra un servidor de acceso remoto o contra un proveedor de servicios de internet. PAP es un subprotocolo usado por la autenticación del protocolo PPP (Point to Point Protocol), validando a un usuario que accede a ciertos recursos.
Con PAP, el ID de usuario y la contraseña nunca se cifran, lo que permite capturarlos si se rastrean y los hace vulnerables al ataque de piratas informáticos.
Por esta razón, solo se recomienda usar PAP como último recurso, por ejemplo, cuando el servidor de acceso remoto no soporta un protocolo de autenticación más fuerte.